# Daniel Meinertzhagen (Politiker, 1733)
Daniel Meinertzhagen (* 14. September 1733 in Bremen; † 12. Juni 1807 in Bremen) war ein deutscher Kaufmann, Politiker und Bremer Ratsherr.

## Biografie
Meinertzhagen war der Sohn des Kaufmanns und Senators Daniel Meinertzhagen (1697–1765), dessen Großvater um 1680 von Köln eingewandert war, und Anna geb. Harms aus dem Haus der Kaufmannfamilie Anton Harms. Er war der Schwager von Bürgermeister Georg Gröning (1745–1825). Er war verheiratet mit Margarethe Gröning und nach ihrem Tod in zweiter Ehe mit der Senatorentochter Gesche Löning, mit der er zehn Kinder hatte.
Nach einer kaufmännischen Ausbildung reiste er von 1756 bis 1757 durch die Niederlande, England, Frankreich, Spanien, Schweiz und Süddeutschland. 1757 trat er in das väterliche Geschäft ein. 1766 wurde er als Nachfolger von Isaac Meinertzhagen Ratsherr im Bremer Rat. Dieses Amt bekleidete er bis zu seinem Tod.